# Равасклетто
Равасклетто (італ. Ravascletto) — муніципалітет в Італії, у регіоні Фріулі-Венеція-Джулія,  провінція Удіне.
Равасклетто розташоване на відстані близько 520 км на північ від Рима, 125 км на північний захід від Трієста, 60 км на північний захід від Удіне.
Населення — 553 особи (2014).

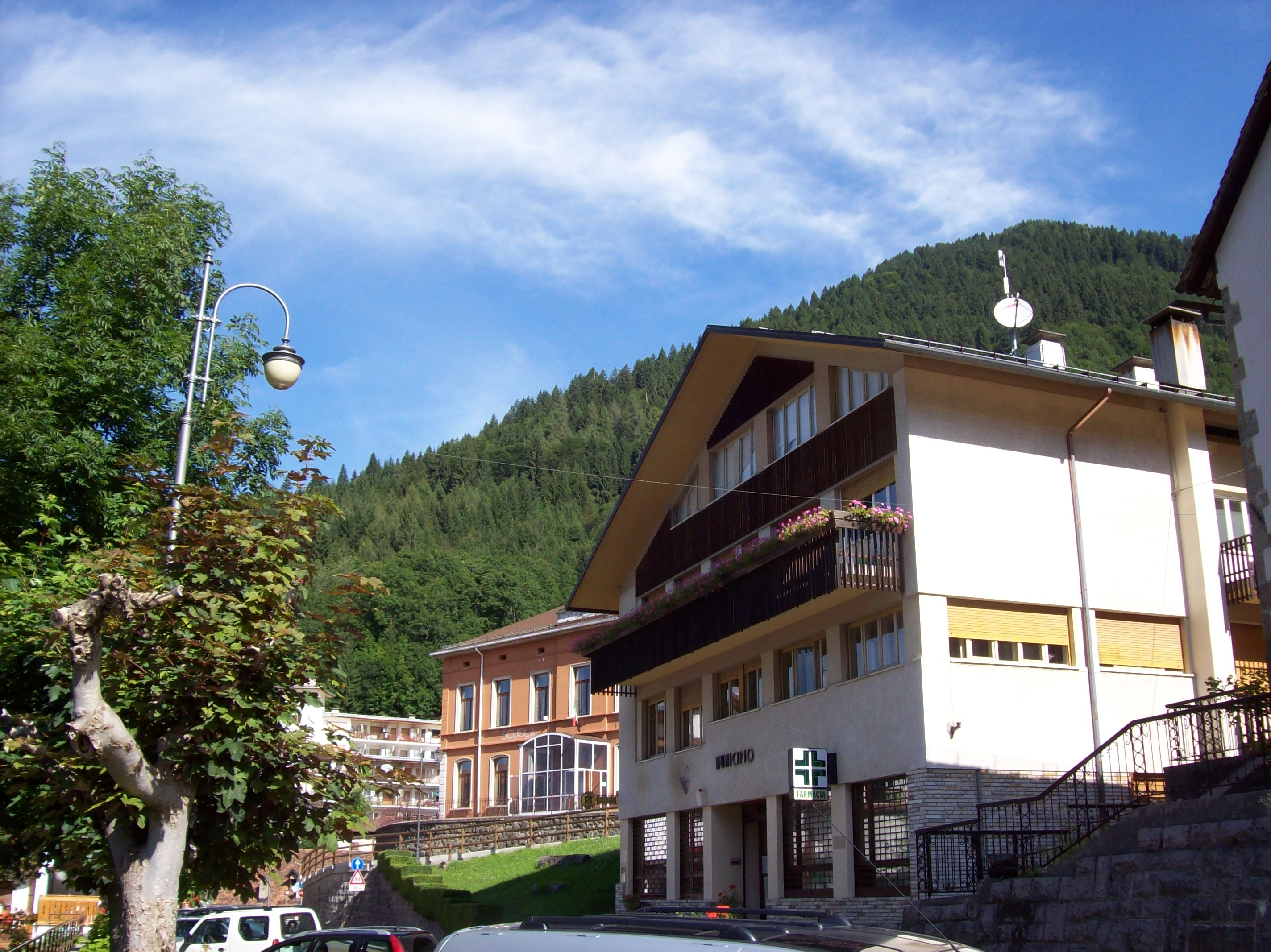

Щорічний фестиваль відбувається у понеділок після Дня Святої Трійці (Santo Spirito). 

## Демографія
Населення за роками:

Станом на 1 січня 2023 року в муніципалітеті офіційно проживало 12 іноземців з 6 країн, серед них 1 громадянин країн Євросоюзу та 4 громадяни України.

## Сусідні муніципалітети
- Черчивенто
- Комельянс
- Оваро
- Палуцца
- Сутріо